# 여름특선'인디애니파노라마'
"여름특선 '인디애니파노라마'"는 단편 애니메이션 영화이다.

## 늙은 개 (2018년)

### 캐스팅
- 선호재
- 오민혁
- 박솔몬

### 수상
- 2018년 제44회 서울독립영화제 경쟁부문 - 단편
- 2018년 제19회 대구단편영화제 국내경쟁
- 2018년 제14회 인디애니페스트 독립보행
- 2018년 제12회 대단한 단편영화제 단편 경쟁
- 2019년 제14회 부산어린이청소년영화제 너와 더불어
- 2019년 제7회 순천만세계동물영화제 단편경쟁
- 2019년 제1회 평창국제동물영화제 한국경쟁

## 아프지 않아 (2013년)

### 수상
- 2013년 제39회 서울독립영화제 새로운 선택
- 2013년 제9회 인디애니페스트 수상 독립보행상 (김보연)
- 2014년 제16회 정동진독립영화제 섹션1
- 2014년 제18회 서울국제만화애니메이션페스티벌 경쟁학생부문 시카프초이스

## 페루자 (2017년)

### 캐스팅
- 페루자
- 김영근
- 김예영

### 수상
- 2017년 제43회 서울독립영화제 특별초청 - 단편
- 2017년 제13회 인디애니페스트 파노라마
- 2017년 제11회 여성인권영화제 피움초이스
- 2017년 제12회 파리한국영화제 숏컷
- 2017년 제7회 서울배리어프리영화제 한글자막 단편 애니메이션 단편작 초청
- 2017년 제2회 울주세계산악영화제 국제경쟁, 자연과 사람, 패밀리
- 2018년 제6회 서울구로국제어린이영화제 단편경쟁
- 2018년 제19회 제주여성영화제 상영작
- 2018년 제8회 서울배리어프리영화제 화면해설 라이브 상영작 초청
- 2019년 제3회 너멍굴영화제 상영작

## 춤추는 개구리 (2018년)

### 캐스팅
- 김진만
- 천지영

### 수상
- 2018년 제44회 서울독립영화제 경쟁부문 - 단편
- 2018년 제20회 부천국제애니메이션페스티벌 수상 본상 - 우수상 (한국) 김진만
- 2018년 제14회 인디애니페스트 수상 독립/새벽 관객상, 심사위원특별상 (김진만)
- 2019년 제73회 에든버러국제영화제 애니메이션 부문
- 2019년 제21회 정동진독립영화제 단편
- 2019년 제20회 대구단편영화제 국내경쟁
- 2019년 제7회 순천만세계동물영화제 수상 단편경쟁 - 우수상 (김진만)
- 2019년 제14회 파리한국영화제 숏컷